# Jean-Charles Moïse
Ne pas confondre avec Jovenel Moïse, un autre homme politique.
Pour les articles homonymes, voir Moïse (homonymie).
Jean-Charles Moïse, né le 20 avril 1967 à Milot, est une personnalité politique haïtienne, ancien maire de Milot à trois reprises.

## Biographie
Jean-Charles Moïse est né le 20 avril 1967 à Milot. Il a effectué ses études à l'école nationale de Milot et au lycée Philippe-Guerrier au Cap-Haïtien. Après ses études classiques, Moïse rentre à la capitale où il fait une première partie de ses études universitaires à l’Université Adventiste de Diquini d’Haïti, UNAH, en sciences comptables. Ensuite, il se rend à Cuba pendant la période du coup d’État pour des études en Communication Politique à « Centro del Instituto Para América Latina ».
Il arrive en troisième position à l'élection présidentielle haïtienne de 2015 pour Platfom Pitit Desalin avec 14,3 % des suffrages, mais le scrutin est annulé pour cause d'irrégularités. Il est de nouveau candidat à l'élection présidentielle de novembre 2016 ; il réunit cette fois 11,0% des suffrages. Jabouin Jabouin
Jean-Charles Moïse et Jovenel Moïse, autre candidat aux présidentielles de 2015 et de 2016, n'ont aucun lien de parenté.Actuellement, il est le secrétaire général du parti politique Piti Dessalines  qui a pour slogan « JISKOBOU ».
En mars 2024, Moïse Jean-Charles propose la mise en place d'un Conseil présidentiel après l'appui d'autres partis, à la suite de la crise des gangs en Haïti.
Moïse Jean Charles est né sur l’habitation dénommée «Baryè Batan» dans la commune de Milot, dans la partie septentrionale d’Haïti, la seule commune ayant un patrimoine historique mondial. Issu d’une famille paysanne, Jean Charles est le cadet de sa famille, un enfant paisible, toujours souriant, curieux, très intelligent et perspicace. Pour certains, il est timide et observateur. Jean Charles est un homme qui croit dans l’institution familiale. Il est marié et père de six enfants. Il sait toujours maintenir l’équilibre entre ses obligations familiales et ses engagements dans la lutte pour un changement profond et véritable en Haïti, raconte-t-il.
Jean Charles Moïse a fait ses études classiques à l’École Nationale d’Application de Milot et au Lycée Philippe Guerrier du Cap-Haïtien. Aimé de son entourage, ses parents n’avaient pas à se soucier trop de lui pour ses études, d’autant que les gens du voisinage lui achètent à compétition ses matériels scolaires.
Tant il est adorable, on l’appelle, « le petit Moïse ». Après ses études classiques, Jean Charles entre à la capitale haïtienne où il fait une première partie de ses études universitaires à l’Université Adventiste de Diquini d’Haïti, UNAH, en sciences comptables.
Ensuite, il se rend à Cuba pendant la période du coup d’État contre l’ancien président Jean Bertrand Aristide pour des études en Communication Politique à « Centro de Estudio Para América Latina ». Bon nombre de ses camarades en Amérique latine ont brigué le poste de président, chacun en sa patrie respective.
Aujourd’hui encore, il y en a qui sont présidents, Sénateurs et Ministres dans leurs pays respectifs. Le Sénateur a reçu le vote de confiance de deux cents pays pour représenter Haïti en février 2013 à la tribune des Nations Unies lors d’une conférence où il a présenté un brillant discours.
Jean-Charles Moïse est élu personnage de l’année du Brésil en 2013, ce, après des votes sur une liste de soixante-trois personnalités sur laquelle figurait le nom de l’ancien président Américain, Barack Obama.
Après ses études à Cuba, le très jeune socialiste a décidé de mettre ses capacités et connaissances au service de son pays. Il est membre du Groupe Haïtien de Recherche et d’Action Pédagogique, GRAHP, dans le Nord. En 1996, il a fondé FOKAL: “FONDASYON KONESANS AK LIBÈTE”.
Jean Charles a brigué trois mandats comme Maire Principal de la Commune de Milot. Il mène ses combats avec plus de stratégie grâce à ses acquis en diplomatie, en relations internationales et ses formations continues dans différents pays de l’Amérique latine.
Il a été nommé conseiller politique spécial du feu Président René Garcia PREVAL. Il a été aussi Vice-président de l’Association Mondiale des Maires (AMM).
Jean Charles MOÏSE, grâce à ses combats pour la cause des paysans, a été nommé à titre honorifique, Président de l’Association “EL CAMINO DEL CAMPESINO” (Le chemin du paysan) pour l’Amérique latine, du Sud et les Caraïbes. Il a été élu Sénateur de la République pour la période 2009-2015, pour le Département du Nord, période pendant laquelle, l’élu du Nord a mené de manière constante et cohérente le grand combat contre la corruption et le vandalisme politique du pouvoir de l’époque conquis par des mauvais gouvernants sans scrupules ni patriotisme.